# Lijst van nummer 1-albums in de Nederlandse Album Top 100 in 1971
Onderstaande albums stonden in 1971 op nummer 1 in de Hilversum 3 LP Top 10, de voorloper van de huidige Nederlandse Album Top 100. De LP Top 10 werd wekelijks samengesteld door de NOS.
| Nummer | Datum        | Artiest                                  | Titel                          | Opmerking       |
| ------ | ------------ | ---------------------------------------- | ------------------------------ | --------------- |
| 14     | 2 januari    | Neil Young                               | After the gold rush            |                 |
|        | 9 januari    | Neil Young                               | After the gold rush            |                 |
| 16     | 16 januari   | Ekseption                                | 3                              |                 |
|        | 23 januari   | Ekseption                                | 3                              |                 |
| 17     | 30 januari   | George Harrison                          | All things must pass           |                 |
|        | 6 februari   | George Harrison                          | All things must pass           |                 |
| 18     | 13 februari  | John Lennon & The Plastic Ono Band       | John Lennon / Plastic Ono Band |                 |
|        | 20 februari  | John Lennon & The Plastic Ono Band       | John Lennon / Plastic Ono Band |                 |
|        | 27 februari  | John Lennon & The Plastic Ono Band       | John Lennon / Plastic Ono Band |                 |
|        | 6 maart      | John Lennon & The Plastic Ono Band       | John Lennon / Plastic Ono Band |                 |
|        | 13 maart     | John Lennon & The Plastic Ono Band       | John Lennon / Plastic Ono Band |                 |
|        | 20 maart     | John Lennon & The Plastic Ono Band       | John Lennon / Plastic Ono Band |                 |
|        | 27 maart     | John Lennon & The Plastic Ono Band       | John Lennon / Plastic Ono Band |                 |
| 19     | 3 april      | Waldo de los Ríos                        | Sinfonias                      |                 |
|        | 10 april     | Waldo de los Rios                        | Sinfonias                      |                 |
|        | 17 april     | Waldo de los Rios                        | Sinfonias                      |                 |
|        | 24 april     | Waldo de los Rios                        | Sinfonias                      |                 |
| 20     | 1 mei        | Janis Joplin                             | Pearl                          |                 |
|        | 8 mei        | Janis Joplin                             | Pearl                          |                 |
| 21     | 15 mei       | The Rolling Stones                       | Sticky fingers                 |                 |
|        | 22 mei       | The Rolling Stones                       | Sticky fingers                 |                 |
|        | 29 mei       | The Rolling Stones                       | Sticky fingers                 |                 |
|        | 5 juni       | The Rolling Stones                       | Sticky fingers                 |                 |
| 22     | 12 juni      | The Byrds                                | Greatest hits Vol. 2           | Compilatiealbum |
| 23     | 19 juni      | Paul & Linda McCartney                   | RAM                            |                 |
|        | 26 juni      | Paul & Linda McCartney                   | RAM                            |                 |
| 21     | 3 juli       | The Rolling Stones                       | Sticky fingers                 |                 |
|        | 10 juli      | The Rolling Stones                       | Sticky fingers                 |                 |
|        | 17 juli      | The Rolling Stones                       | Sticky fingers                 |                 |
|        | 24 juli      | The Rolling Stones                       | Sticky fingers                 |                 |
|        | 31 juli      | The Rolling Stones                       | Sticky fingers                 |                 |
|        | 7 augustus   | The Rolling Stones                       | Sticky fingers                 |                 |
| 24     | 14 augustus  | The Byrds                                | Byrdmaniax                     |                 |
|        | 21 augustus  | The Byrds                                | Byrdmaniax                     |                 |
| 25     | 28 augustus  | The Doors                                | L.A. Woman                     |                 |
|        | 4 september  | The Doors                                | L.A. Woman                     |                 |
| 26     | 11 september | Golden Earring                           | Seven tears                    |                 |
|        | 18 september | Golden Earring                           | Seven tears                    |                 |
|        | 25 september | Golden Earring                           | Seven tears                    |                 |
|        | 2 oktober    | Golden Earring                           | Seven tears                    |                 |
|        | 9 oktober    | Golden Earring                           | Seven tears                    |                 |
| 27     | 16 oktober   | Ekseption & Royal Philharmonic Orchestra | Ekseption 00.04                |                 |
|        | 23 oktober   | Ekseption & Royal Philharmonic Orchestra | Ekseption 00.04                |                 |
| 28     | 30 oktober   | John Lennon                              | Imagine                        |                 |
|        | 6 november   | John Lennon                              | Imagine                        |                 |
|        | 13 november  | John Lennon                              | Imagine                        |                 |
|        | 20 november  | John Lennon                              | Imagine                        |                 |
|        | 27 november  | John Lennon                              | Imagine                        |                 |
| 29     | 4 december   | Rod McKuen                               | Greatest hits vol.3            | Compilatiealbum |
|        | 11 december  | Rod McKuen                               | Greatest hits vol.3            | Compilatiealbum |
|        | 18 december  | Rod McKuen                               | Greatest hits vol.3            | Compilatiealbum |
| 30     | 25 december  | Diverse artiesten                        | Goud van Out                   | Verzamelalbum   |